# Siewiernaja wierf
Siewiernaja wierf′ (Северная верфь, j. pol. Stocznia Północna) – rosyjska stocznia okrętowa, założona w 1912 roku w Petersburgu. Poprzednio Stocznia Putiłowska i zakład nr 190 im. A.A. Żdanowa.

## Historia

### Do I wojny światowej
Powstanie Stoczni Północnej związane było z Towarzystwem Akcyjnym Zakładów Putiłowskich, mieszczącym się w Petersburgu i stanowiącym duże przedsiębiorstwo rosyjskiego przemysłu metalowego i maszynowego. Już pod koniec XIX wieku Zakłady Putiłowskie przystąpiły do produkcji okrętowej, budując niewielkie jednostki. 7 lipca 1889 roku położono stępki pod budowę pierwszych okrętów – torpedowców dla floty rosyjskiej „Biorkie” i „Roczensalm”, dla potrzeb których zbudowano w południowo-zachodniej części terytorium zakładów, na nabrzeżu, drewnianą pochylnię. W Zakładach Putiłowskich powstał następnie między innymi pierwszy rosyjski niszczyciel o napędzie turbinowym „Nowik”, wodowany w 1911 roku.
Budowa osobnej stoczni związana była z zamiarem intensyfikacji produkcji okrętowej. W 1912 roku Zakłady Putiłowskie przedstawiły swój projekt krążownika dla marynarki rosyjskiej, który zwyciężył w konkursie, i uzyskały zamówienie na budowę dwóch jednostek. Przystąpiły wówczas do rozbudowy części stoczniowej. 1(14) listopada 1912 roku Zakłady Putiłowskie utworzyły osobną spółkę  Putiłowskaja wierf′ (Stocznia Putiłowska). Stocznię budowano z pomocą niemieckich zakładów stoczniowych Blohm & Voss. Pierwszy etap rozbudowy stoczni został zakończony w listopadzie. Powstała wtedy odkryta pochylnia dla dużych okrętów i cztery pochylnie dla niszczycieli, małe i duże warsztaty okrętowe oraz wydziały do produkcji kotłów parowych, turbin i wyposażenia elektrycznego. Wybudowano basen remontowo-wyposażeniowy o długości 639 m i szerokości 205 m. Duża pochylnia miała mieć długość 250 m, lecz początkowo miała 150 m.  16 listopada 1913 roku położono stępki pod budowę dwóch pierwszych krążowników typu Swietłana; zostały one wodowane latem 1916 roku, lecz nie zostały ukończone w pierwotnym kształcie z powodu rewolucji w Rosji i następującego kilkuletniego chaosu.

### Okres radziecki i współczesność
Podobnie jak inne zakłady, stocznia została za czasów ZSRR znacjonalizowana. W październiku 1922 roku Stocznia Putiłowska została przemianowana na Stocznię Północną (ros. Siewiernaja wierf′). W latach 20. zajmowała się głównie budową jednostek cywilnych i pierwszych nowych okrętów dla Marynarki Wojennej ZSRR – dozorowców typu Uragan. W 1930 roku z biura technicznego stoczni wydzielono Centralne Biuro Konstrukcyjne Specjalnej Budowy Okrętów (ros. skrót CKBS (ЦКБС), późniejsze CKB-17 i Newskie PKB). W latach 30. w stoczni zbudowano między innymi prototypowe niszczyciele typów Leningrad i projektu 7. 
W 1936 roku Stocznia Północna została przemianowana na zakład budowy okrętów imienia A.A. Żdanowa (Судостроительный завод им. А.А. Жданова, sudostroitielnyj zawod im. A.A. Żdanowa, w skrócie ССЗ им. А. А. Жданова). Do 1961 roku dodatkowo występowała jako zakład nr 190 (завод № 190). Podczas II wojny światowej i blokady Leningradu stocznia zajmowała się w ograniczonym zakresie remontami okrętów i  produkcją pocisków, a także budową barek transportowych i pod koniec wojny trałowców projektu 253Ł.
Po II wojnie światowej rozmiar produkcji znacznie wzrósł i stocznia zajęła się seryjną budową niszczycieli proj. 30bis, proj. 56, krążowników rakietowych proj. 58 i proj. 1134, niszczycieli rakietowych proj. 956. 
W lutym 1989 roku, w czasach pieriestrojki, z powrotem zmieniono nazwę zakładu na Stocznia Północna (Siewiernaja wierf′). W 1994 roku została sprywatyzowana jako OAO (Otwarta Spółka Akcyjna) „Siewiernaja wierf′” (ОАО «Северная верфь»); kontrolny pakiet akcji nabyła firma Sojuzkontrakt. Wydział budowy maszyn został następnie wydzielony jako OAO „Maszynostrojenije Siewiernoj wierfi”. Obecnie pełna nazwa to PAO Sudostritielnyj zawod „Siewiernaja wierf′” (ПАО Судостроительный завод «Северная верфь») – Publiczna Spółka Akcyjna Zakład Budowy Okrętów „Stocznia Północna”.